# Papiro Rylands 458

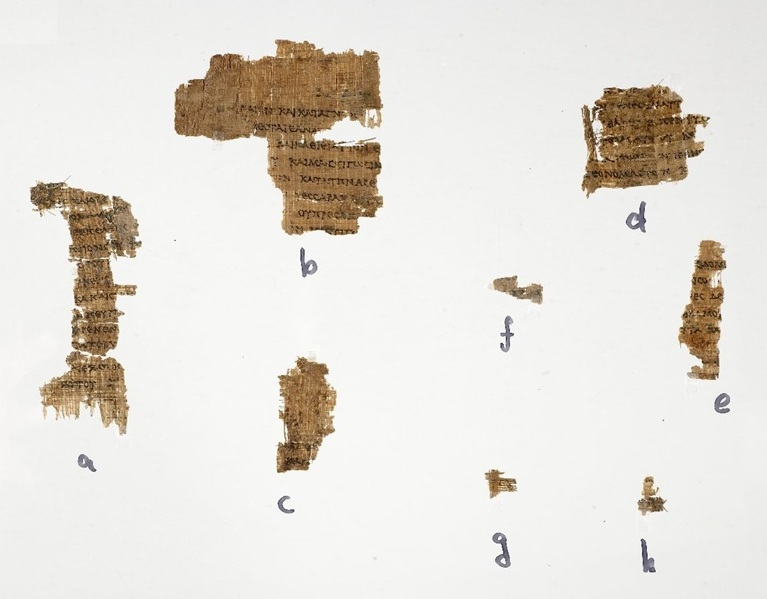
El Papiro Rylands 458

El Papiro Rylands 458 (Rahlfs 957) es una copia de Deuteronomio en una versión en griego de la Biblia hebrea conocida como la Septuaginta. Es un manuscrito en papiro en forma de rollo.
Es el manuscrito más antiguo conocido de la Biblia griega.

## Datación y descubrimiento
El manuscrito ha sido asignado paleográficamente a mediados del siglo II a. C. Más tarde, el reverso del pergamino fue utilizado para cuentas o notas. Después de desintegrarse todavía más, fue utilizado como envoltorio para una momia. Así ha sobrevivido en una condición muy fragmentada. Fue comprado en 1917 para la Biblioteca John Rylands en Mánchester, donde se conserva atualmente.
Se cree que vino de Fayún, en donde hubo dos sinagogas judías.
El texto fue editado por C. H. Roberts en 1936. Y fue examinado por A. Vacari (1936) y A. Pietersma (1985).

## Descripción
El texto fue escrito en papiro en letras unciales. Está designado por el número 957 en la lista de manuscritos de la Septuaginta según el sistema de numeración ideado por Alfred Rahlfs. 
Il resto del manuscrito consiste en únicamente 8 fragmentos pequeños, designados por las letras "a"–"h". Los fragmentos del Libro de Deuteronomio que sobreviven provienen de los versos: "a") 23:24(26)–24:3; "b") 25:1–3; "c") 26:12; "d") 26:17–19; "e") 28:31–33; "f") 27:15(¿?); "g") 28:2(¿?). El fragmento "h" es el más pequeño y contiene únicamente dos letras y diversos otros fragmentos son poco más grandes.
Las palabras no están divididas por espacios, sino escritas de forma continua. Pero el escritor regularmente deja un espacio bastante grande no solo al final de un verso o de una oración sino también después de una cláusula u otra agrupación de palabras, quizás para facilitar la lectura en voz alta o por imitación de la práctica aramea.
Los estudios más recientes afirman que el manuscrito no contiene el tetragrámaton. Martin Rösel indica que en los ocho fragmentos hay un solo lugar donde el escriba dejó un espacio bastante grande para que otro insertase en él o el tetragrámaton o la palabra κύριος. Larry W. Hurtado comenta que ningún espacio dejado vacío corresponde a un verso donde en el texto hebreo aparece el Tetragrámaton.
Anthony R. Meyer resume la discusión que hubo en el pasado. En 1936 C. H. Roberts dijo que era probable que en el margen del fragmento "d" se escribió κύριος por entero y no la abreviatura κς. En 1957 Paul E. Kahle (1875–1964) dijo al contrario que en ese espacio estaba el tetragrámaton. En 1984 Albert Pietersma observó que en el hueco del fragmento hubo lugar para κύριος o para el tetragrámaton y era probable que el escriba dejó el espacio para que otro insertase el tetragrámaton. Pero Meyer declara que, dado que en la realidad no hay en ese fragmento ningún hueco mensurable, es inútil hablar de lo que no existe.

## Texto
El texto del manuscrito coincide más con el Codex Coridethianus (Θ) y el Codex Sinaiticus (א) que con el Codex Vaticanus (Β).

## Lectura adicional
- Hans-Georg Opitz, and H. H. Schaeder, Zum Septuaginta-Papyrus Rylands Greek 458, ZNW (1936)
- Frederic G. Kenyon, Our Bible & the Ancient Manuscripts (4th Ed. 1939) Pg 63 & Plate VI.
- Ernst Würthwein (1995), The text of the Old Testament: an introduction to the Biblia Hebraica, Wm. Eerdmans, p. 188.